# Jüdischer Friedhof Spangenberg

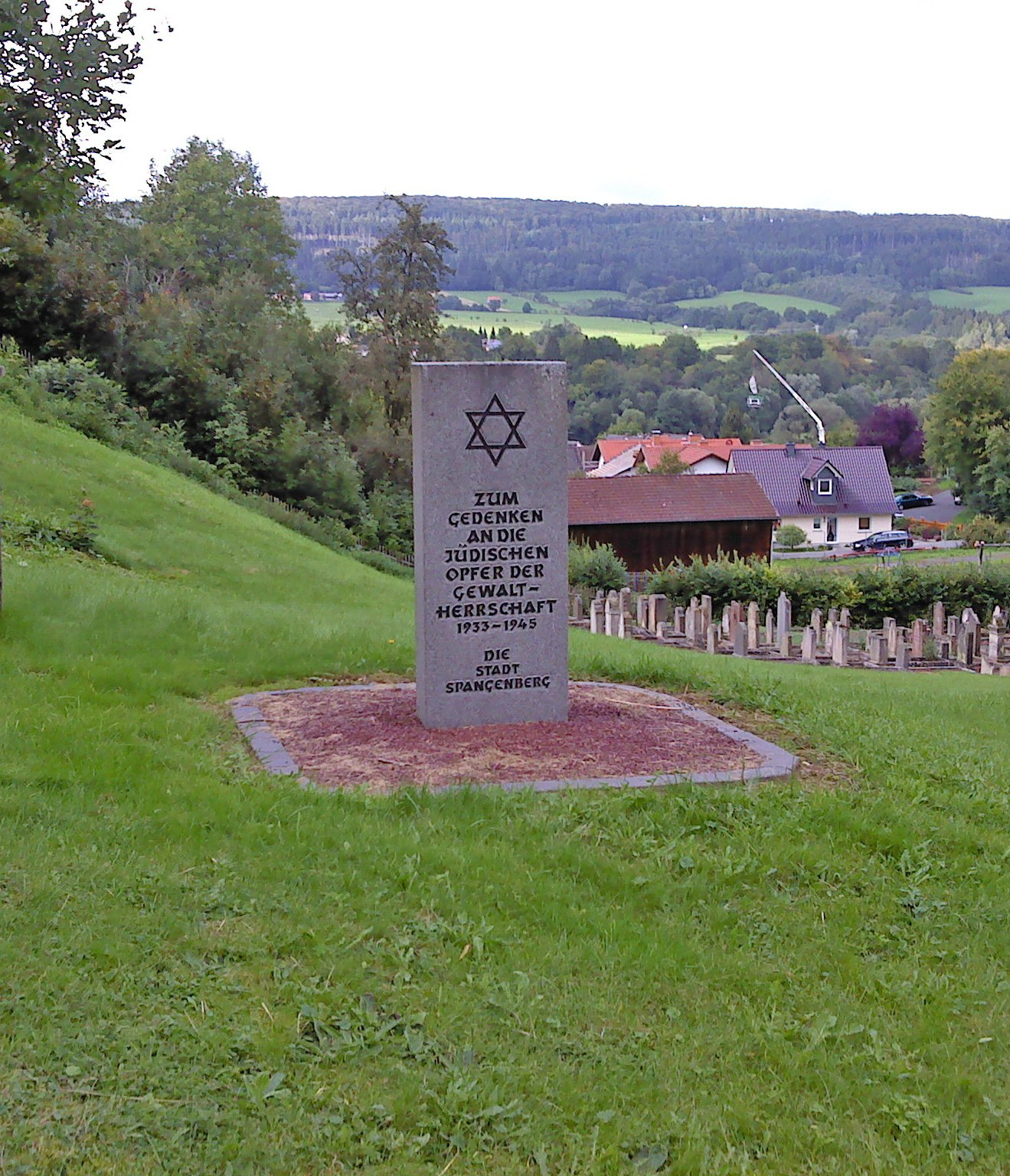
Der Gedenkstein mit Blick auf die Grabsteine

Der Jüdische Friedhof Spangenberg liegt in Spangenberg im hessischen Schwalm-Eder-Kreis. 
Bis zur Errichtung des Friedhofs um 1867 an den Hängen des Schlossberges am Ortsrand von Spangenberg wurden die Toten der jüdischen Gemeinde auf dem jüdischen Friedhof Binsförth beigesetzt. Auch die Toten der jüdischen Gemeinde Elbersdorf wurden bis dahin in Binsförth beigesetzt. 
Die letzte Beisetzung auf dem Friedhof fand 1936 statt. Zu dieser Zeit wurden 101 Grabsteine (Mazewot) registriert, die zum Teil heute noch erhalten sind. 1981 errichtete die Stadt Spangenberg ein Mahnmal zum Gedenken an die Spangenberger Opfer der NS-Gewaltherrschaft. Die Initiative dafür ging von Schülern der örtlichen Burgsitzschule aus.
Der Friedhof hat eine Fläche von rund 2000 m² und liegt in unmittelbarer Nähe zum christlichen Friedhof.